# Platyperigea
Platyperigea is een ondergeslacht van nachtvlinders uit de familie Noctuidae. Een bekende soort is de kadeni-stofuil